# Infrarot-Cirrus
Als Infrarot-Cirrus wird schwache Infrarotstrahlung von interstellarem Staub in der Milchstraße bezeichnet. Der Name rührt daher, dass die Aufnahmen des Infrared Astronomical Satellite (1983) eine Ähnlichkeit mit Cirrus-Wolken zeigten, er wurde von einem Team um Frank James Low 1984 vorgeschlagen.
Die Quelle des Infrarot-Cirrus besteht mit hoher Wahrscheinlichkeit aus Staubteilchen, die nicht größer als die von Tabak-Rauch sind. Die Partikel bestehen vermutlich aus in Supernova-Explosionen entstandenem oder aus Sternwinden auskondensiertem Kohlenstoff. Die Temperatur der Staubkörner liegt im Bereich von 30 bis 40 K. Der Infrarot-Cirrus ist mindestens 1000 AE von der Sonne entfernt und unterscheidet sich dadurch vom wesentlich wärmeren und sonnennäheren Zodiakallicht.